# Приют принца Петра Григорьевича Ольденбургского
 Приют принца Петра Григорьевича Ольденбургского  — основанное в Санкт-Петербурге 28 июня 1846 года воспитательное учреждение, целью которого было образование детей обоего пола, лишенных возможности получать воспитание в семье — в большинстве сирот и полусирот, без различия их происхождения, состояния и вероисповедания. С 1891 приюту были дарованы права казенных реальных училищ, приравнивающие его отделения к учебным заведениям Министерства народного просвещения.

## История

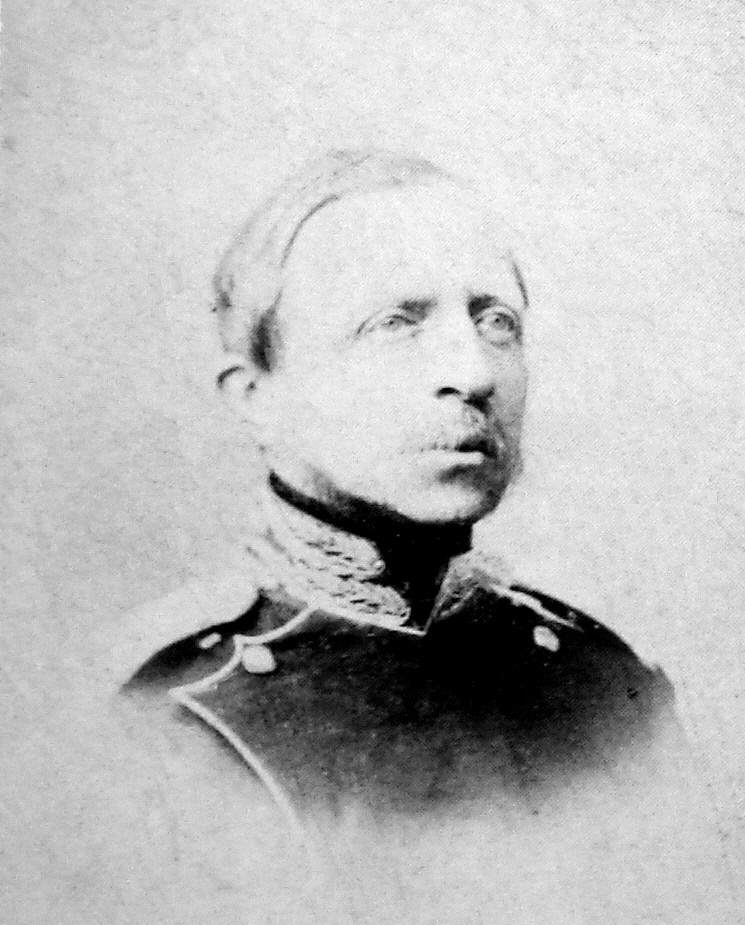
принц Петр Григорьевич Ольденбургский

Основанию приюта предшествовало решение принца Петра Георгиевича Ольденбургского принять под своё покровительство открытый в 1841 году ночной детский приют в Рождественской части, по 5-й Рождественской ул. (ныне 5-я Советская ул.). В 1845 был открыт ещё один приют с богадельней при нём, на 30 женщин во 2-й Адмиралтейской части, по Глухому пер. (ныне пер. Пирогова), в доме Лактаева. В 1846 году принц П. Г. Ольденбургский Представил императору Николаю I план переустройства приюта. План получил высочайшее одобрение, и на воплощение его было отпущено «из сумм Опекунского Совета в распоряжение Принца 60 тыс. руб.» С разрешения императора Николая I принц приобрёл два смежных каменных дома с двором и садом, на углу Глухого и Прачечного переулков. Сюда переместились оба благотворительных заведения, и 28 июня 1846 они были объединены — этот день считался датой образования Приюта принца П. Г. Ольденбургского.

### До 1890 года
Первое время в приюте могло быть размещено не более 180 человек. В 1848 году в силу вступил Высочайше утверждённый устав о «Детском приюте принца Петра Георгиевича Ольденбургского». В этот период в приюте было 300 детей обоего пола, лишённых возможности получать воспитание в семье — в большинстве сироты и полусироты. Им давалось лишь элементарное образование, причём главное внимание уделялось обучению различным мастерствам, которые давали бы выпускникам приюта возможность зарабатывать себе на жизнь ручным трудом, причём в женском отделении было обращено особое внимание на рукоделие, а в мужском — на ремёсла.
В 1857 году был введён в действие новый устав, согласно которому была увеличена плата за пансионеров и изменена учебная программа обоих отделений приюта: в мужском было введено преподавание в объёме четырёх классов реальной прогимназии, с целью облегчить переход лучших воспитанников в средние учебные заведения, а в женском, с установлением 7-классного образования — курс женских институтов и гимназий. Размер платы по уставу указанного года был определён в 150 р. за полное содержание пансионера; в действительности содержание обходилось много дороже. Таким образом, это создание принца не утратило вполне своего благотворительного характера.
Число желавших поступить в приют росло, стены его скоро оказались слишком тесными, и в 1858 году Санкт-Петербургское городское общественное управление безвозмездно передало в собственность приюту, под постройку нового дома, городскую землю, находящуюся в 12-й роте Измайловского полка, на бывшем Измайловском плац-параде (угол 12-й роты Измайловского полка и Дровяной ул., ныне 12-я Красноармейская ул., 36-40).
Начальный капитал на постройку нового здания был получен от продажи старого здания приюта известному благотворителю кол. сов. С. Д. Воронину за 100 000 руб. Недостающий капитал на постройку дома составили пожертвования, первым 40 тыс. рублей пожертвовал из собственного достояния принц Петр Георгиевич. Благородный почин принца вызвал приток и других пожертвований, явилась возможность приступить к сооружению нового здания. Четырехэтажное здание приюта было построенное по проекту архитектора Г. Х. Штегемана. 29 июня 1860 года была совершена закладка нового здания а в следующем 1861 году оно было окончено постройкой и было 22 октября 1861 года освящено.
В соответствии с нуждами общества, изменялась направленность обучения в приюте. Мужское и женское отделения приюта по учебным программам постепенно приближались к типу средних учебных заведений, с той лишь разницей, что, кроме общеобразовательных предметов, много времени в нем уделялось обучению мастерствам и рукоделиям.
С 1862 года были «усилены отрасли знания, имеющие приложения к промышленной деятельности — математика и естествоведение», с 1864 года в мужских отделениях введен курс химии и минералогии и усилено занятие языками. Большое значение придавалось изучению ремесел: в мужских отделениях — исполнению переплетных и слесарно-механических работ; в женских занимались различными видами рукоделия. Таким образом, заведение приобрело характер «технической школы». Занятия в мастерских продолжались до 1880 года.
С 1867 года ежегодно проводились выставки сделанных руками воспитанниц «предметов мод и детских костюмов». Позже обучение рукоделию было на время прекращено и воспитанницы занимались лишь шитьем белья для Приюта, однако затем «сочли целесообразным открыть при Приюте модный магазин и ввести занятия изящными работами.»
В 1878 году был утвержден новый устав приюта, по нему для управления приютом по Высочайшему утверждению назначается старший из принцев Ольденбургских.
С декабря 1880 года выпускницы приюта получали права домашних учительниц.

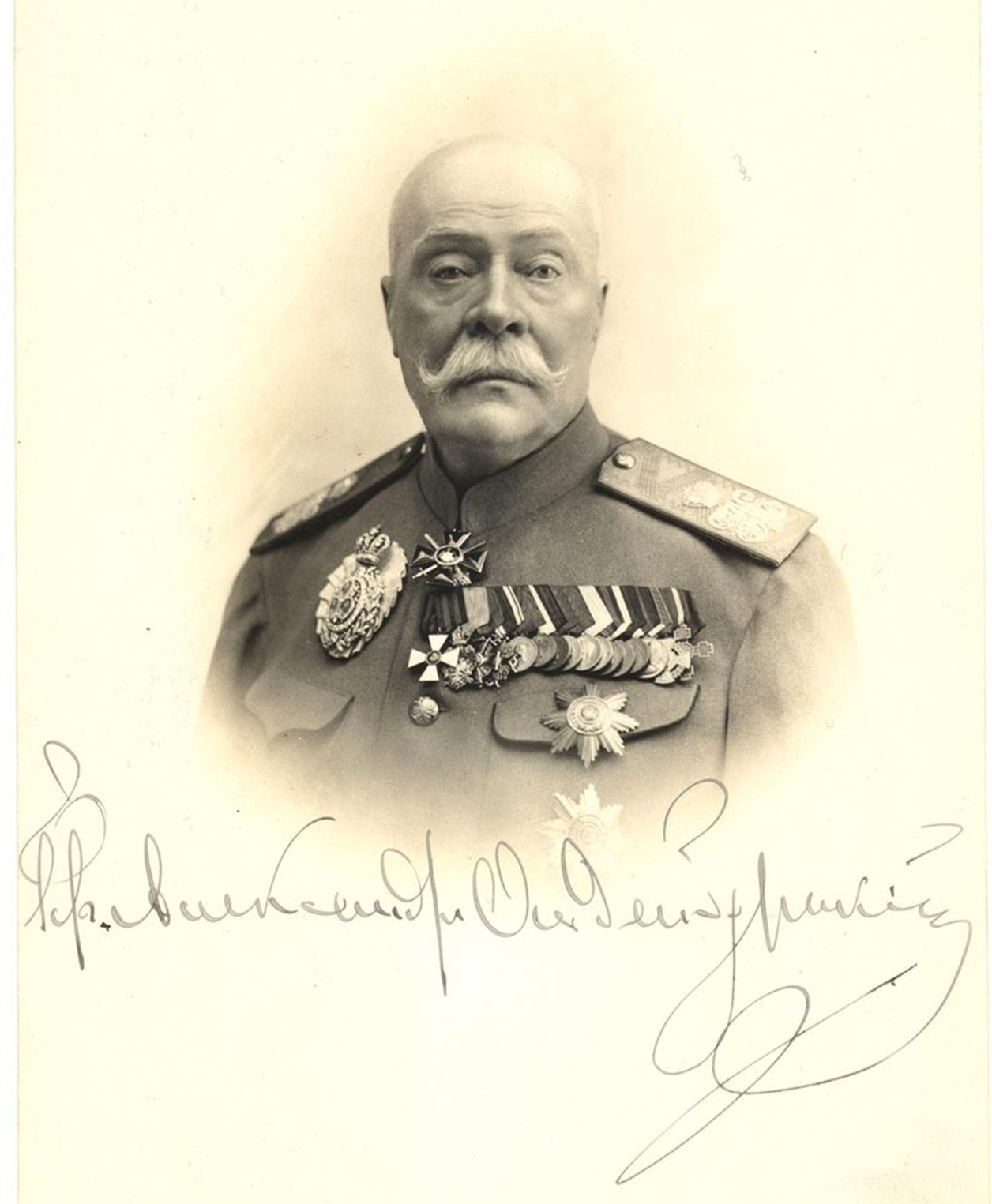
Принц Александр Петрович Ольденбургский

В 1881 году, после смерти Петра Григорьевича, попечителем приюта стал его сын принц Александр Петрович Ольденбургский
С 1884 года программа мужского отделения «была расширена до курса реальных училищ». Девушек же стали готовить «к предстоящим им в жизни обязанностям, воспитывая их в строго религиозном духе, приют хочет научить их кулинарному искусству, домоведению и гигиене».
5 мая 1889 года на Литейном проспекте, 56 перед зданием Мариинской больницы был воздвигнут памятник работы И. Н. Шредера в честь принца с надписью: «Просвещённому благотворителю принцу Петру Георгиевичу Ольденбургскому. 1812—1881».

### После 1890 года
31 декабря 1890 года было утверждено «Положение о приюте принца Петра Георгиевича Ольденбургского», приравнивающее его отделения по правам к учебным заведениям Министерства народного просвещения. Выпускники мужского отделения Приюта получили «права оканчивающих низшие механико-технические и реальные училища Министерства народного просвещения… Персонал был уравнен в правах … службы с чиновниками прочих ведомств, а в женском отделении был прибавлен педагогический класс». Т.о. служащие в приюте, действительные члены Попечительного совета, лица учебно-воспитательного персонала и администрации получили права государственной службы, а выпускники приюта — возможность продолжать учебу в высших учебных заведениях.
В «Положении» указывалось:

«1. Приют <…> имеет целью воспитание и образование детей обоего пола, преимущественно сирот, без различия их происхождения, состояния и вероисповедания. 2. Приют состоит из мужского и женского отделений, причем первое подразделяется на: а) реальное, б) низшее механико-техническое и в) ремесленное. 3. Приют находится в ведомстве Министерства внутренних дел. Главное заведование оным принадлежит попечителю и состоящему при нем Попечительному совету, а непосредственное управление вверяется директору, при содействии комитетов педагогического и хозяйственного. <…> 28. Попечителем приюта назначается, с высочайшего соизволения, старший в роде потомок почившего в Бозе принца Петра Георгиевича Ольденбургского. <…> 32. Попечительный совет приюта составляется из председателя и членов: действительных, почетных и благотворителей. Директор приюта, по должности своей, состоит действительным членом совета. <…> 34. В пользу приюта вносят: председатель попечительного совета — по своему усмотрению, вице-председатель и действительные члены — не менее 500 руб. ежегодно, почетные — от 5 000 до 10 000 руб. единовременно или не менее 300 руб. ежегодно. 35. Почетному члену попечительного совета, пожертвовавшему в пользу приюта свыше 10 000 руб., предоставляется право передать звание почетного члена старшему своему сыну».
— из «Положения о приюте принца Петра Георгиевича Ольденбургского»
К началу 1900-х годов приют, представлял собой несколько учебно-воспитательных заведений, как мужских, так и женских. В его здании, которое в 1896 году было надстроено архитектором В. В. Шаубом пятым этажом и занимало площадь более 3500 кв. сажен, располагались: женская гимназия с приготовительным и 8-м педагогическим классами и женское рукодельное отделение; мужские отделения — 7-ми классное реальное с приготовительным классом, 4-х классное механико-техническое (низшее) и 3-х классное ремесленное училище.
В 1880 году благотворителем председателем Попечительного совета тайн. сов. Ф. И. Базилевским для летнего отдыха воспитанников приюта был приобретен участок в Лесном, на котором было выстроено несколько двухэтажных деревянных домов. Здесь перед корпусом для служащих в 1892 году открыли деревянную часовню с чтимым образом Божией Матери «Утоли моя печали». В 1903 году на месте часовни была построена церковь освященная в честь Феодора Стратилата.

### В 1900 годах
В 1900 году было открыто отделение приюта в Луге, в усадьбе, подаренной ему местным Городским управлением. В 1904-м в той же усадьбе приют открыл отделение для малолетних обоего пола, начиная с 4-летнего возраста.
В 1901 году на участке земли в Лесном, завещанном ему покойным Ф. И. Базилевским, приют открыл Женское гимназическое отделение для приходящих учениц (Большая Спасская ул., ныне пр. Непокоренных, напротив д. 6, на территории завода «Красный Октябрь»).
В 1903 году, по инициативе попечителя приюта принца Александра Петровича Ольденбургского, приют основал школу-здравницу на Черноморском побережье, в Гаграх, где учились дети, по здоровью вынужденные жить в теплом климате. При гагринском отделении, была основана народная начальная школа с совместным обучением детей обоего пола.
По данным на 1913 в приюте и его иногородних отделениях обучалось всего 1 837 детей, из них 967 интернов (то есть платных), в том числе: в реальном отделении — 612 мальчиков (в том числе 424 интерна), в механико-техническом отделении — 108 мальчиков (в том числе 76 интернов), в ремесленном отделении — 20 мальчиков (в том числе 18 интернов), в женской гимназии 335 девочек (в том числе 183 интерна), в рукодельном отделении — 10 девочек (в том числе 7 интернов), в Лужском реальном отделении — 314 детей (в том числе 185 интернов), в Лужском малолетнем отделении — 22 ребенка (все интерны), в Лесном женском отделении 150 детей, в Гагринском реальном отделении — 130 детей (41 интерн), в Гагринской народной школе — 136 детей (в том числе 11 интернов). Некоторые учащиеся были стипендиатами августейшего попечителя, членов его семьи и других высочайших особ, около 100 детей воспитывались на стипендии и средства Попечительного совета, около 30 были стипендиатами Городской думы, плата за многих детей вносилась различными учреждениями и частными благотворителями.
Обучающиеся за свой счет интерны платили от 250 до 350 руб., в зависимости от отделения, и эта плата была значительно меньше, взимаемой другими аналогичными по программе учебными заведениями. Для приходящих воспитанников в С.-Петербурге и Луге плата за обучение составляла 100 руб., а в Гаграх — 60 руб. в реальном отделении и 3-6 руб. в начальной школе.
Плата, взимаемая приютом за обучение, не покрывала расходов, достигающих (по всем отделениям) 475 000 руб. в год. Недостаток средств восполнялся членскими взносами и частными пожертвованиями, общая сумма которых составляла от 60 000 до 100 000 руб. в год.

### После революции
После революции деятельность приюта прекратилась. В 1944 в здании приюта и учебных отделений разместилось Ленинградское военно-морское подготовительное училище.

## Попечители, руководители, наставники
Попечителем приюта до 1881 года оставался его основатель принц Петр Григорьевич Ольденбургский.
5 мая 1889 года на Литейном проспекте, 56 перед зданием Мариинской больницы был воздвигнут в честь принца памятник работы И. Н. Шредера с надписью: «Просвещённому благотворителю принцу Петру Георгиевичу Ольденбургскому. 1812—1881». 

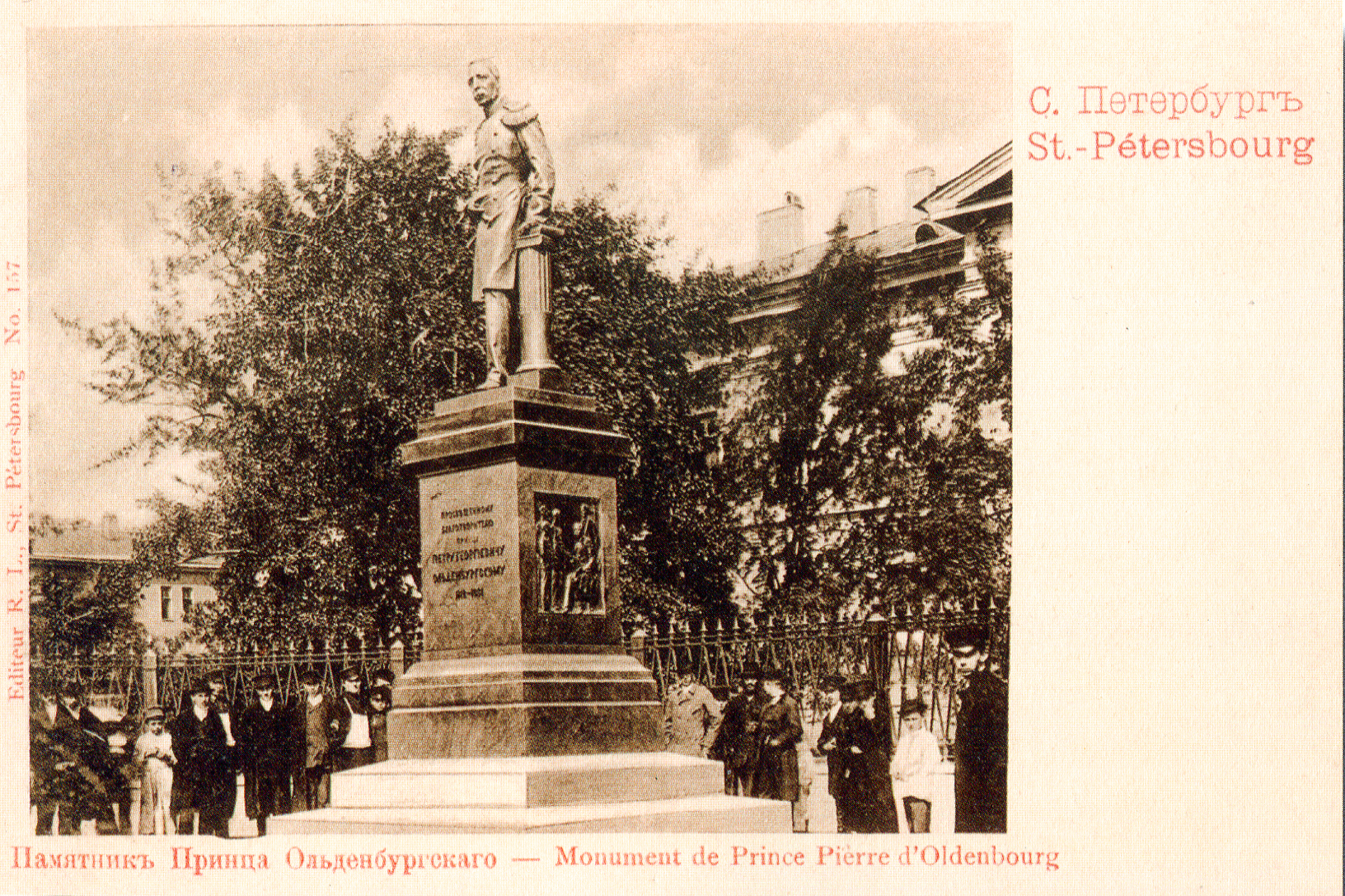
Памятник принцу Ольденбургскому

В 1881 году после смерти Петра Григорьевича попечителем приюта стал его второй сын принц Александр Петрович Ольденбургский.
До 1848 года приютом заведовал коллежский советник Лемсон.
В 1847 году председателем Комитета заведения был назначен директор Санкт-Петербургского коммерческого училища коллежский советник барон Фон-Деринг.
Приказом по министерству Внутренних дел от 10 декабря 1884 года почетным членом Комитета приюта определен камергер князь кн. А. Д. Львов, а с 28 апреля по 4 декабря 1885 года он исправлял должность секретаря Комитета. Когда в 1890 году Комитет приюта был преобразован в Совет, кн. Львов стал действительным членом Совета.
В 1890 году, в соответствии с «Положением о приюте принца Петра Георгиевича Ольденбургского», Комитет приюта был преобразован в Попечительский совет. Председателем Попечительного совета был тайн. сов. Ф. И. Базилевский.
Николай Петрович Ильяшевич (также Илляшевич), тайный советник (27.03.1834, с. Терники, Хорольского у.-3.11.1913, имение в м. Сенча, Лохвицкий уезд, Полтавская губ.), из полтавских дворян (Общий гербовник дворянских родов Всероссийской империи, Т.14, стр. 161). Ильяшевич Н. П. «Краткая историческая записка пятидесятилетней жизни Приюта принца Петра Георгиевича Ольденбургского, 1846—1896». Спб., 1896. В исследовании Н. П. Ильяшевича освещается пятидесятилетняя жизнь Приюта принца Петра Георгиевича Ольденбургского 2. Автору не составляло труда проанализировать деятельность приюта, так как он с 6 июля 1884 г. являлся членом его Попечительного Совета и продолжительное время Вице-Председатель попечительного Совета Приюта и его директором. Он был инициатором учреждения попечительства над воспитанниками, вышедшими из Приюта. (Ист.: Скачков И. А. Краткий исторический очерк Детского приюта Его Императорского Высочества принца Петра Георгиевича Ольденбургского. 1846—1881. СПб., 1883; Краткий обзор учебно-воспитательной деятельности Приюта принца Петра Ольденбургского. СПб., 1890; Краткий исторический очерк пятидесятилетней деятельности приюта принца Петра Георгиевича Ольденбургского. СПб., 1896; Приют принца Петра Ольденбургского: Исторический очерк. СПб., 1913).
26 апреля 1900 года действительным членом Попечительского Совета Приюта назначен Сергей Павлович фон Дервиз (1863—1943) — действительный статский советник (1905), камергер Высочайшего Двора.
В 1905 году действительным членом попечительского совета приюта был назначен П. Л. Барк, позже ставший последним министром финансов Российской империи. Членом попечительского совета Приюта был А. В. Ратьков-Рожнов царскосельский уездный предводитель дворянства, камергер. Членом попечительского совета и директором приюта был известный российский педагог, действительный статский советник П. А. Сидоров.
В 1910-е годы председателем Попечительного совета состоял камергер Л. В. Голубев. Непосредственное управление приютом осуществлял директор, действительный статский советник Ф. Ф. Россет (1911—1917).
Инспекторами в Приюте служили выдающийся педагог Л. Н. Модзалевский, вице-председатель Императорского Российского общества садоводов педагог-натуралист действительный статский советник Николай Иванович Раевский (1835—1898).
C 1855 по 1857 год немецкий и французский язык в Приюте преподавал один из передовых русских педагогов второй половины XIX века И. И. Паульсон. В 1890 году воспитателем в приюте работал гистолог К. И. Хворостанский. В 1902—1917 годах преподавательскую и архитектурную работу в Приюте вел архитектор И. А. Претро. В жен. гимназии и реальном училище при Приюте преподавал историк рус. и западно-европ. лит., педагог Валентин Михайлович Пушин (1872 — после 1931). С 1890 года преподавание музыки в Приюте велось под наблюдением выдающегося российского дирижёра, композитора, органиста-виртуоза, изобретателя музыкальных инструментов В. И. Главача.
С 1885 по 1892 год священником в домовой церкви приюта был Орнатский, Философ Николаевич, а с 1892 по 1898 год Скипетров, Пётр Иванович, прославленные в лике святых Русской православной церкви.

## Судьбы воспитанников

### Известные воспитанники
- Ананьина, Мария Александровна (1849—1899) — русская революционерка, народница
- Линденбаум, Леонид Евгеньевич (1868-?)- генерал-майор, участник Первой мировой войны, комендант Карской крепости.
- Агоев, Константин Константинович (1889—1971)- генерал-майор Белой армии, участник Первой мировой войны и Гражданской войны в России
- Де Лазари, Николай Константинович(1871—1941) — поэт и прозаик
- Александрова-Игнатьева, Пелагея Павловна — (1872- 1953-) — российский и советский писатель, автор ряда кулинарных изданий.
- Удовиченко, Александр Иванович (1887—1975) — генерал-полковник армии Украинской народной республики (УНР).
- Олимпов, Константин Константинович (1889—1940) — русский поэт, один из создателей эгофутуризма.
- Раскольников, Фёдор Фёдорович (1892 −1939) — участник революции, советский военный и государственный деятель, дипломат, писатель и журналист
- Левинсон, Евгений Адольфович(1894—1968) — советский архитектор. Лауреат Сталинской премии третьей степени (1951).
- Клеман, Михаил Карлович(1897—1942) — советский литературовед
- Щуцкий, Юлиан Константинович(1897—1938)- российский филолог-востоковед
- Шальников, Александр Иосифович — (1905—1986) — советский физик. Академик АН СССР 1979. Лауреат трех Сталинских премий (1948, 1949, 1953) и Государственной премии СССР (1985).
- барон Штакельберг Федор Иванович (1875-?) — полковник, участник мировой войны, командующий л-гв. Егерским полком (08.09.1917-12.1917). В конце 1918 командир добровольческого Балтийского батальона в Везенберге.
- Никифоров Николай Васильевич (1881—1944) — инженер, педагог, архитектурный критик, издатель[4].
- Коновалов, Нил Алексеевич (1895—1986) — ученый лесовод[5].
- Солдатенков Александр Иванович (1896—1984) — русский авиатор, участник Первой мировой и Гражданской войн
- Вревский Андрей Михайлович (1904—1969) — участник Гражданской войны, экономист, заместителя главного редактора журнала «Экономические науки»
- Яковлев, Николай Тимофеевич (1879—1956) — российский архитектор.

См. также категорию Воспитанники приюта принца Петра Григорьевича Ольденбургского.

## Домовая церковь во имя иконы Божией Матери Утоли моя печали

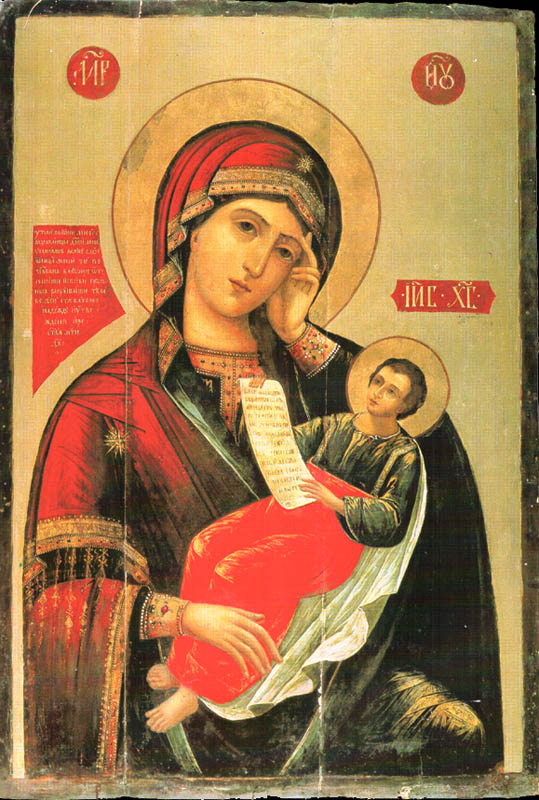
Икона Богоматери «Утоли моя печали»

5 декабря 1861 года в присутствии вел. кн. Николая Николаевича Старшего с супругой и принца Петра Георгиевича Ольденбургского митрополит Исидор освятил домовую церковь во имя иконы Божией Матери Утоли моя печали. Все расходы на устройство церкви принял на себя купец Степан Дмитриевич Воронин, который подарил также прекрасное «Несение креста», написанное на дереве неизвестным итальянским мастером. .
Двусветное помещение с хорами находилось на третьем этаже посреди здания, и в него вела парадная лестница. Стены и своды помещения были расписаны орнаментом и изображениями святых. Из прежнего храма перенесены были только напрестольный крест со св. мощами и утварь. В центре висело красивое паникадило.
Ювелир Ф. А. Верховцев поднес церкви дорогой запрестольный крест. Для церкви был изготовлен трехъярусный иконостас, сделанный из темного дуба, образа для иконостаса написал С. В. Постемский. Акад. П. П. Заболотский исполнил икону «Свт. Николай».
В 1880-е годы, при ремонте, под церковь для прочности были подведены железные балки. В 1896 году арх. В. В. Шауб надстроил над зданием пятый этаж и возвел над северным фронтоном звонницу.
К храмовому празднику, отмечавшемуся 25 января, известные мраморщики братья Ботта сделали в 1891 на престол и жертвенник мраморную одежду; через пять лет весь интерьер подвергся полной реставрации.
Охраняемый как памятник архитектуры храм закрыт 12 декабря 1918 года и разорен 28 марта 1923 года; часть имущества передана церкви прп. Андрея Критского (см. церковь прмч. Андрея Критского при Экспедиции заготовления государственных бумаг), помещение церкви отошло под актовый зал школы.

### Настоятели домовой церкви[7]
- Громов Иаков Иванович, священник 1848—1861
- Ганкевич Димитрий Федорович рук. 1861—1885
- Орнатский, Философ Николаевич рук. 28 июля 1885—1892 в 2001, году прославлен в лике святых Русской православной церкви
- Скипетров, Пётр Иванович рук. 14 сентября 1892—1898, 2000 году прославлен в лике святых Русской православной церкви
- Лисицын Михаил Александрович священник 1898—1902
- Успенский Петр Иннокентьевич священник 1902—1910
- Сперанский Матвей Владимирович, священник 1910—1917

## Церковь вмч. Феодора Стратилата при летнем отделении приюта принца П. Г. Ольденбургского
В 1892 году, на участке в Лесном, приобретенном Ф. И. Базилевским для летнего отдыха воспитанников приюта, перед корпусом для служащих открыли деревянную часовню с чтимым образом Божией Матери «Утоли моя печали». Через год, по проекту архитектора Евгения Лебурде, часовню перестроили в церковь. Церковь была выдержана в русском стиле, снаружи её украшала высокая главка и одноярусная звонница. Новая церковь была освящена епископом Гдовским Николаем 20 июня 1893 года в честь святого покровителя Ф. И. Базилевского — Феодора Стратилата. Первые годы в церкви служили только летом, но с открытием в начале XX века школы при отделении приюта, она стала действовать круглогодично.
Церковь была закрыта 21 апреля 1923 года Время её сноса не установлено.